# Плевна (Келераш)
Плевна (рум. Plevna) — село у повіті Келераш в Румунії. Входить до складу комуни Лупшану.
Село розташоване на відстані 71 км на схід від Бухареста, 32 км на північний захід від Келераші, 132 км на захід від Констанци, 143 км на південний захід від Галаца.

## Населення
За даними перепису населення 2002 року у селі проживали 795 осіб.
Національний склад населення села:
| Національність | Кількість осіб | Відсоток |
| -------------- | -------------- | -------- |
| румуни         | 771            | 97,0%    |
| цигани         | 21             | 2,6%     |

Рідною мовою назвали:
| Мова      | Кількість осіб | Відсоток |
| --------- | -------------- | -------- |
| румунська | 773            | 97,2%    |
| циганська | 21             | 2,6%     |